# Wagneriana carimagua
Wagneriana carimagua là một loài nhện trong họ Araneidae.
Loài này thuộc chi Wagneriana. Wagneriana carimagua được Herbert Walter Levi miêu tả năm 1991.